# Турбаи
Турбаи (укр. Турбаї) — село, Петровский сельский совет, Глобинский район,
Полтавская область, Украина.
Код КОАТУУ — 5320686102. Население по переписи 2001 года составляло 210 человек.
Село указано на трехверстовке Полтавской области. Военно-топографическая карта.1869 года как хутор Скорботный(Трубпи).

## История
В 1789—1793 годах село Турбаи было центром крупного антикрепостнического восстания.
Самый старый документ о Трубаях в Центральном Государственном Историческом Архиве Украины в городе Киеве это исповедная ведомость и метрическая книга за 1779 год.

## Географическое положение
Село Турбаи находится на берегу реки Хорол, выше по течению на расстоянии в 2,5 км расположено село Романовка, ниже по течению на расстоянии в 3 км расположено село Майдановка. Вокруг села много ирригационных каналов.